# Schmidtottia corymbosa
Schmidtottia corymbosa är en måreväxtart som beskrevs av Attila L. Borhidi. Schmidtottia corymbosa ingår i släktet Schmidtottia och familjen måreväxter. Inga underarter finns listade i Catalogue of Life.